# Izrael na Letnich Igrzyskach Olimpijskich 1952
Izrael na Letnich Igrzyskach Olimpijskich 1952 w Helsinkach reprezentowało 25 zawodników : 22 mężczyzn i 3 kobiety. Najmłodszym olimpijczykiem był skoczek wzwyż i w dal Tamar Metal (18 lat 210 dni), a najstarszym strzelec Cewi Pinkas (41 lat 332 dni)
Był to pierwszy start reprezentacji Izraela na letnich igrzyskach olimpijskich.

## Koszykówka
Mężczyźni
Drużyna zajęła 20. miejsce
- Awraham Szne’ur
- Amos Lin
- Dan Erez
- Danijjel Lewi
- Elijjahu Amiel
- Ernst Gafni
- Menachem Degani
- Mordechaj Hefez
- Ralf Klein
- Re’uwen Perach
- Szimon Szelach
- Zecharja Ofri

## Lekkoatletyka
Kobiety
- Lea Horowitz – bieg na 80 metrów przez płotki (odpadła w eliminacjach)
- Tamar Metal – skok wzwyż (17. miejsce), skok w dal (29. miejsce)
- Olga Winterberg – rzut dyskiem (19. miejsce)

Mężczyźni
- Dawid Tabak – bieg na 100 metrów (odpadł w ćwierćfinałach), bieg na 200 metrów (odpadł w ćwierćfinałach)
- Arje Glick – bieg na 400 metrów (odpadł w eliminacjach), bieg na 800 metrów (odpadł w eliminacjach)
- Arje Batun-Kleinstub – skok wzwyż (35. miejsce)
- Uri Gallin – rzut dyskiem (32. miejsce)

## Pływanie
Mężczyźni
- Dawid Buch – 100 metrów stylem dowolnym (odpadł w eliminacjach)

## Skoki do wody
Mężczyźni
- Jo’aw Ra’anan – trampolina (9. miejsce), wieża (30. miejsce)

## Strzelectwo
Mężczyźni
- Dow Ben-Dow – strzelanie z karabinu dowolnego na 300 metrów w trzech pozycjach (21. miejsce)
- Szemu’el Lawiw-Lubin – strzelanie z karabinu dowolnego na 300 metrów w trzech pozycjach (26. miejsce)
- Aleksander Eliraz – strzelanie z karabinu małego kalibru na 50 metrów (44. miejsce – trzy pozycje, 56. miejsce – pozycja leżąca)
- Cewi Pinkas – strzelanie z karabinu małego kalibru na 50 metrów (41. miejsce – trzy pozycje, 41. miejsce – pozycja leżąca)